# Skrea distrikt
Skrea distrikt är ett distrikt i Falkenbergs kommun och Hallands län. 
Distriktet ligger vid kusten, söder om Falkenberg. 

## Tidigare administrativ tillhörighet
Distriktet inrättades 2016 och utgörs av en del av området som Falkenbergs stad omfattade till 1971, delen som före 1952 utgjorde Skrea socken.
Området motsvarar den omfattning Skrea församling hade vid årsskiftet 1999/2000.